# 코카시안 셰퍼드 도그

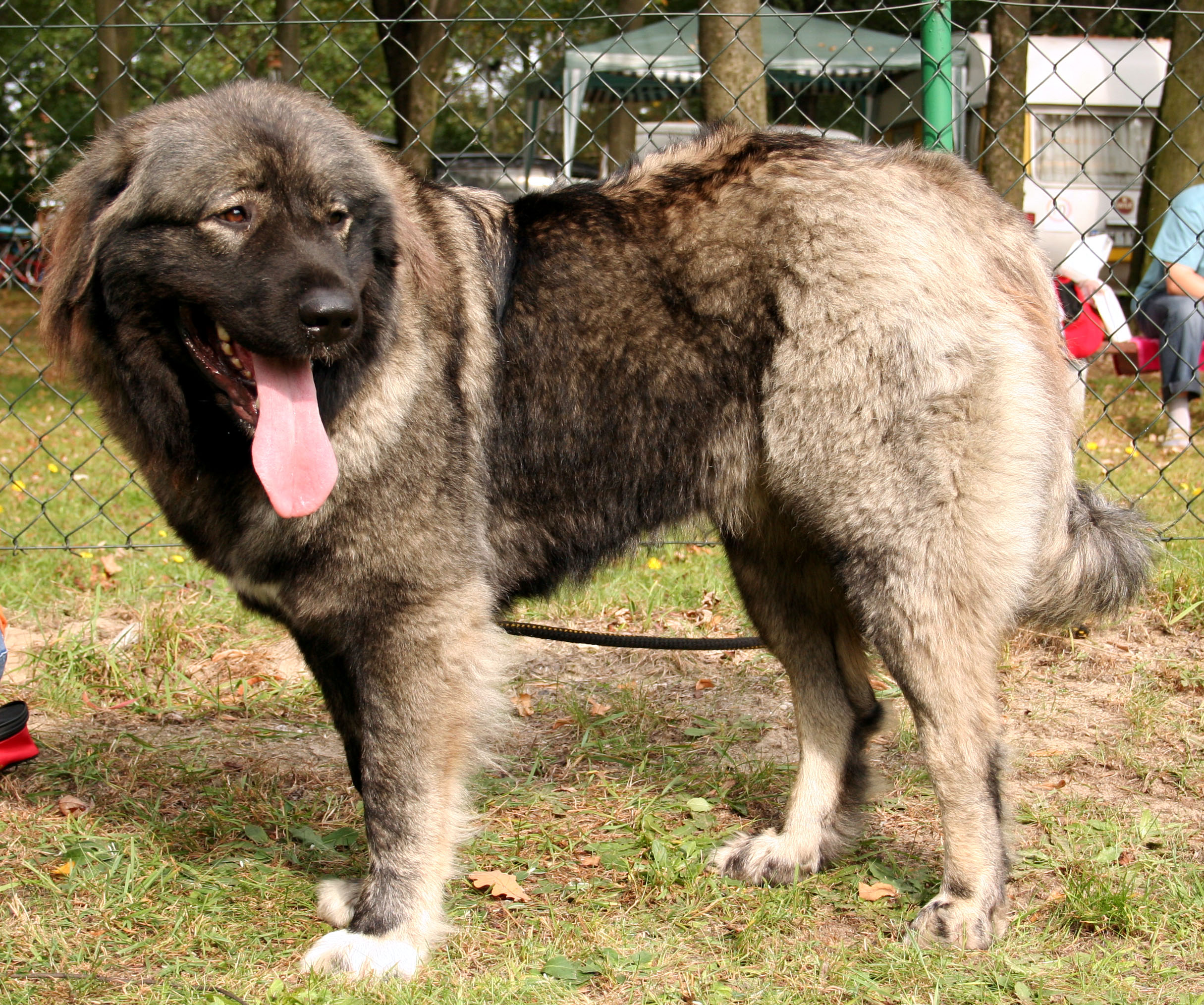

코카시안 셰퍼드 도그(Caucasian Shepherd Dog) 또는 코카시안 오브차카(Caucasian Ovcharka)는 캅카스 지역, 특히 조지아, 아르메니아, 아제르바이잔, 다게스탄 공화국 출신의 대형 가축 보호견이다. 이 견종은 1920년경부터 소련에서 캅카스산맥과 남부 러시아의 대초원 지역의 개들로부터 사육되었다. 조지아의 캅카스산맥은 역사적으로 이 지역에 존재하는 개의 수와 품질 측면에서 코카시안 셰퍼드 도그의 주요 분포 지역이었다.

## 특징
코카시안 오브차카는 대형견으로 보통 체중이 45~70kg(99~154lb)이다. 기갑에서 선호되는 키는 암캐의 경우 67~70cm(26~28인치)이고 개는 72~75cm(28~30인치)이다. 등록을 위한 최소 키와 몸무게는 암캐의 경우 64cm(25인치) 및 40kg(88파운드)이고, 개의 경우 68cm(27인치) 및 50kg(110파운드)이다. 2020년 기대 수명은 10~11세로 보고되었다.  2024년에 발표된 연구에 따르면 평균 수명은 5.4년으로 연구 대상 품종 중 가장 낮았다.